# Pike County (Pennsylvania)
Pike County ist ein County im Bundesstaat Pennsylvania der Vereinigten Staaten. Bei der Volkszählung im Jahr 2020 hatte das County 58.535 Einwohner und eine Bevölkerungsdichte von 41,3 Einwohnern pro Quadratkilometer. Der Verwaltungssitz (County Seat) ist Milford.

## Geschichte
Pike County wurde am 26. März 1814 aus Wayne County gebildet und nach dem Militär und Entdecker Zebulon Pike benannt.

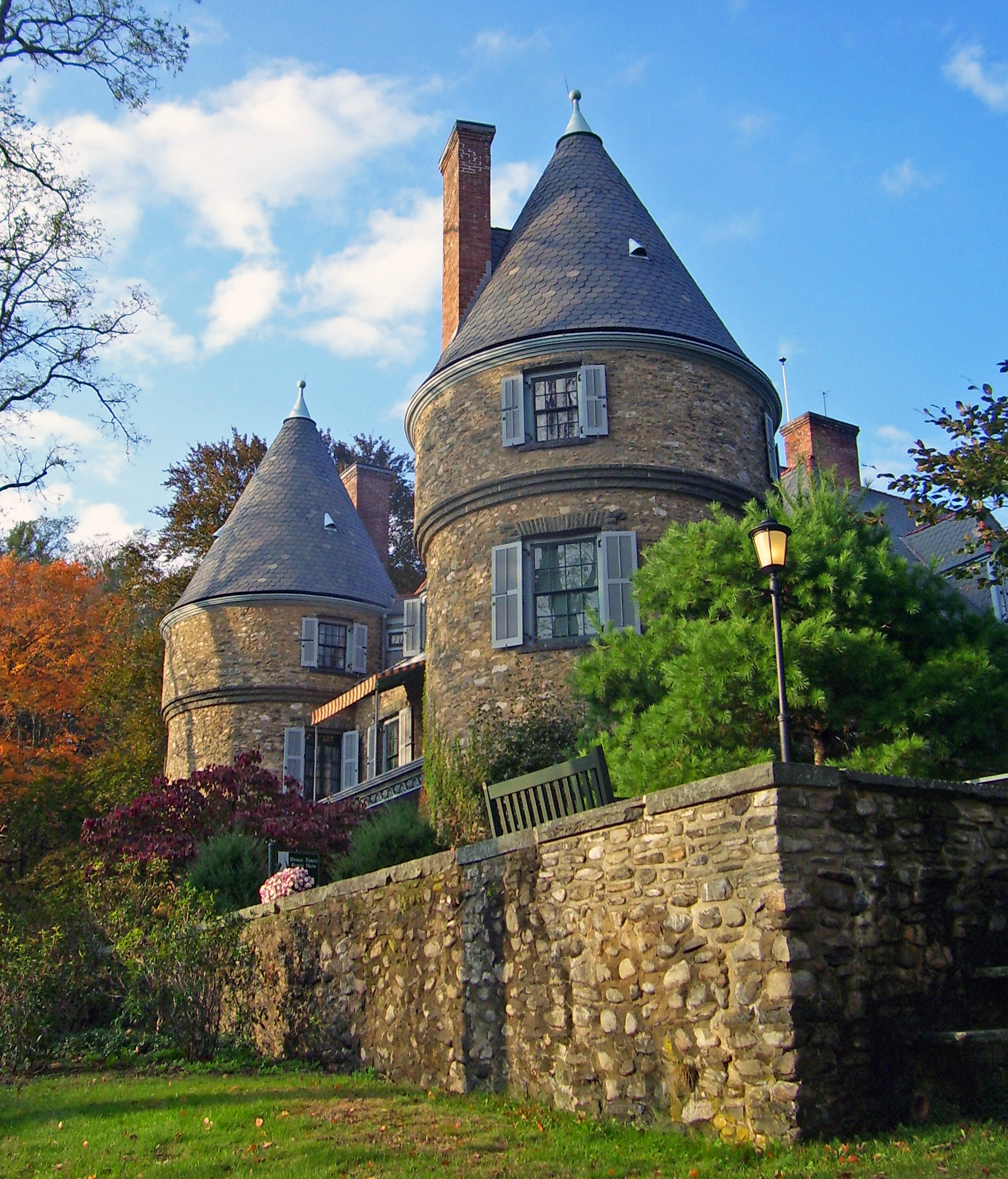
Grey Towers National Historic Site (2007)

Zwei Orte im County haben den Status einer National Historic Landmark, die Minisink Archeological Site und die Grey Towers National Historic Site. 27 Bauwerke und Stätten des Countys sind im National Register of Historic Places (NRHP) eingetragen (Stand 24. Juli 2018).

## Geographie
Das County hat eine Fläche von 1.468 Quadratkilometern, wovon 51 Quadratkilometer Wasserfläche sind.

## Städte und Ortschaften

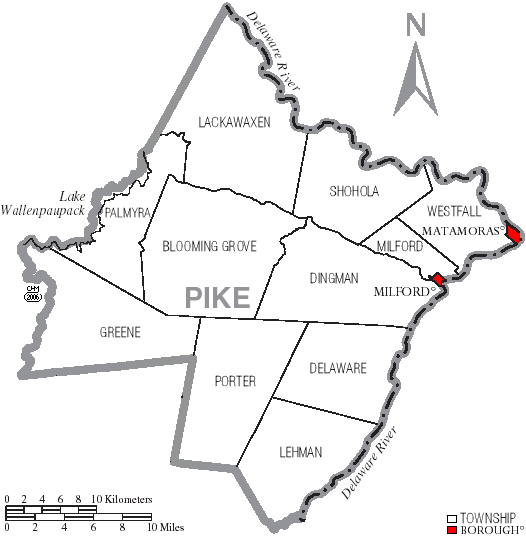
Karte des Pike Countys

| - Blooming Grove Township - Delaware Township - Dingman Township - Greene Township - Lackawaxen Township - Lehman Township - Matamoras | - Milford Township - Milford - Palmyra Township - Porter Township - Shohola Township - Westfall Township |

### Erloschene Ortschaften
- Conashaugh